# Conters im Prättigau
Conters im Prättigau é uma comuna da Suíça, no Cantão Grisões, com cerca de 202 habitantes. Estende-se por uma área de 18,40 km², de densidade populacional de 11 hab/km². Confina com as seguintes comunas: Fideris, Klosters-Serneus, Langwies, Luzein, Saas im Prättigau.
A língua oficial nesta comuna é o Alemão.